# Марк Валерий Месала Нигер
Вижте пояснителната страница за други личности с името Марк Валерий Месала.
Марк Валерий Месала Нигер (на латински: Marcus Valerius Messalla Niger; * 104 пр.н.е.; † 50 пр.н.е.) е политик и оратор на Римската република през 1 век пр.н.е.

## Биография
Той е син на Марк Валерий Месала, който е легат през 90 пр.н.е. Внук е на Маний Валерий Месала (вероятно управител на провинция Азия през 120 пр.н.е.) и правнук на Марк Валерий Месала (консул 161 пр.н.е.).
Месала първо е два пъти военен трибун и след това през 73 пр.н.е. квестор. От 64 пр.н.е. е претор urbanus, когато Цицерон e консул. През 61 пр.н.е. е избран за консул заедно с Марк Пупий Пизон Фруги Калпурниан. За разлика от колегата си Месала иска Публий Клодий Пулхер да бъде разследван за неговото държание по време на празника на Bona Dea.
През 59 пр.н.е. Месала е в комисия за провеждане на закона на Цезар за разпределението на земята. От 55 пр.н.е. е цензор и се грижи с колегата си Публий Сервилий Вация за регулирането на Тибър. Три пъти е интеррекс (55, 53 и 52 пр.н.е.). От 73 пр.н.е. е в колегията на понтифексите.
Той е известен оратор и събирал доказателства през 80 пр.н.е. за защитата на Секст Росций от Америя.

## Фамилия
Първи брак: за сестра на оратора Квинт Хортензий. Те имат един син и две дъщери:
- Марк Валерий Месала Корвин (консул 31 пр.н.е.)
- Валерия, омъжена за Квинт Педий Балб, племенник на Гай Юлий Цезар
- дъщеря, омъжена за Сервий Сулпиций Руф, син на консула от 51 пр.н.е. Сервий Сулпиций Руф

Втори брак: с Пола, която напуска първия си съпруг Луций Гелий Публикола (консул 72 пр.н.е.), с когото има син Луций Гелий Публикола (консул 36 пр.н.е.).